# Lester (Alabama)
Pour les articles homonymes, voir Lester.
Lester est une municipalité américaine située dans le comté de Limestone en Alabama, à la frontière avec l'État voisin du Tennessee.
Selon le recensement de 2010, sa population est de 111 habitants. La municipalité s'étend sur 1,83 milles carrés (4,74 km2).
Il est possible de visiter l'ancien hôpital de la localité (ouvert dans les années 1940 et fermé un demi-siècle plus tard), réputé hanté.

## Démographie
| 1970 | 1980 | 1990 | 2000 | 2010 | - |
| ---- | ---- | ---- | ---- | ---- | - |
| 70   | 117  | 89   | 107  | 111  | - |